# Liste der Beiträge für den besten internationalen Film für die Oscarverleihung 2024

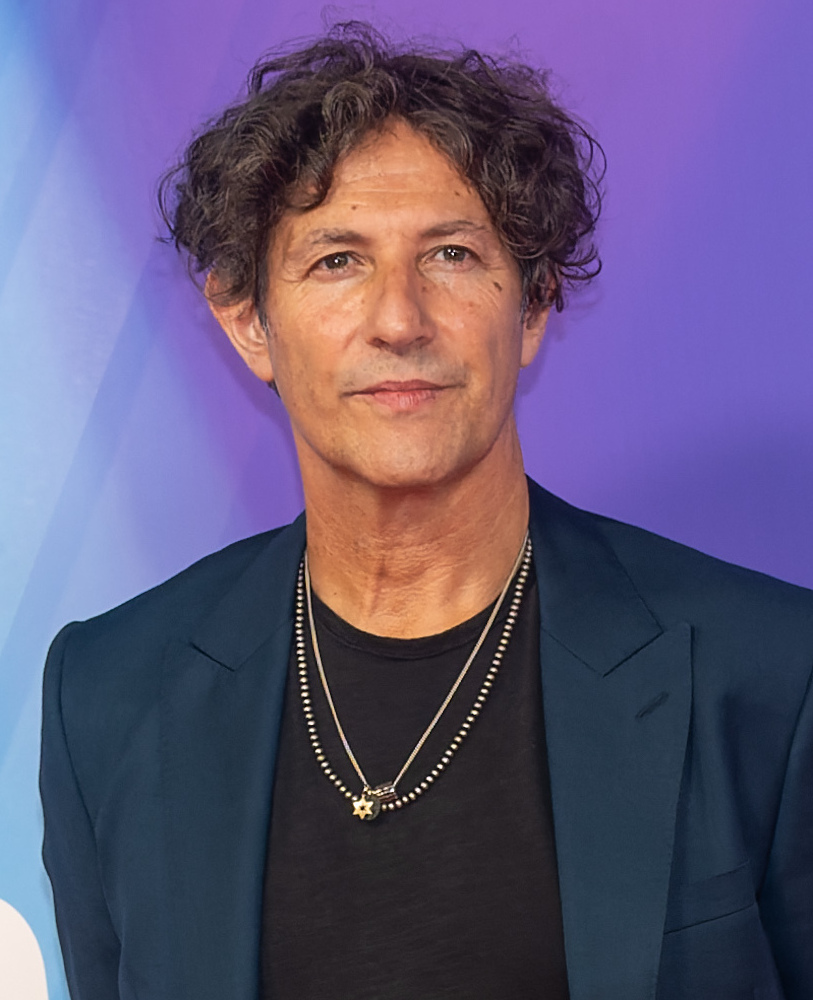
Jonathan Glazer, Regisseur des preisgekrönten Films The Zone of Interest

Die Liste der Beiträge für den besten internationalen Film für die Oscarverleihung 2024 führt alle für die Oscarverleihung 2024 bei der Academy of Motion Picture Arts and Sciences (AMPAS) für die Kategorie des besten internationalen Films eingereichten Filme. Insgesamt wurden 92 Filme eingereicht, von denen 88 zugelassen wurden und damit vier weniger als im Vorjahr. Darunter befand sich mit Under the Hanging Tree von Perivi Katjavivi erstmals ein Beitrag aus Namibia. Nicht zugelassen wurden Anastasia Tsangs A Light Never Goes Out für Hongkong, Aktan Abdykalykows This Is What I Remember für Kirgisistan, Fernando Pérez’ Nelsito’s World für Kuba und Behrouz Sebt Rasouls Melody für Tadschikistan.
Die Filme mussten bis zum 2. Oktober 2023 eingereicht werden. Aus allen zugelassenen Beiträgen wurde am 21. Dezember 2023 zunächst eine Vorauswahl (Shortlist) von 15 Filmen bekanntgegeben und aus diesen dann am 23. Januar 2024 die fünf Nominierten ausgewählt. Nominiert wurden Deutschlands Das Lehrerzimmer von İlker Çatak, Italiens Ich Capitano von Matteo Garrone, Japans Perfect Days von Wim Wenders, Spaniens Die Schneegesellschaft von Juan Antonio Bayona sowie The Zone of Interest von Jonathan Glazer für das Vereinigte Königreich.
Bei der Verleihung am 10. März 2024 konnte sich der britische Beitrag The Zone of Interest durchsetzen. Es war der erste Sieg eines britischen Films in dieser Kategorie.

## Beiträge
Vorauswahl,  Nominiert,  Ausgezeichnet
| Land                    | Deutscher bzw. Internationaler Titel                                | Originaltitel                                                                 | Sprache(n)                                | Regisseur(e)                     | Ergebnis        |
| ----------------------- | ------------------------------------------------------------------- | ----------------------------------------------------------------------------- | ----------------------------------------- | -------------------------------- | --------------- |
| Ägypten                 | Voy! Voy! Voy!                                                      | !فوي! فوي! فوي                                                                | Arabisch                                  | Omar Hilal                       | Nicht nominiert |
| Albanien                | Alexander                                                           | Alexander                                                                     | Albanisch, Englisch                       | Ardit Sadiku                     | Nicht nominiert |
| Argentinien             | Die Missetäter                                                      | Los delincuentes                                                              | Spanisch                                  | Rodrigo Moreno                   | Nicht nominiert |
| Armenien                | Amerikatsi                                                          | Ամերիկացի (Amerikazi)                                                         | Armenisch, Englisch, Russisch             | Michael A. Goorjian              | Vorauswahl      |
| Australien              | Shayda                                                              | Shayda                                                                        | Englisch, Persisch                        | Noora Niasari                    | Nicht nominiert |
| Bangladesch             | No Ground Beneath the Feet                                          | পায়ের তলায় মাটি নাই (Payer tolay mati nai)                                          | Bengalisch                                | Mohammad Rabby Mridha            | Nicht nominiert |
| Belgien                 | Omen                                                                | Augure                                                                        | Französisch, Swahili, Lingala             | Baloji                           | Nicht nominiert |
| Bhutan                  | Was will der Lama mit dem Gewehr?                                   | The Monk and the Gun                                                          | Dzongkha, Englisch                        | Pawo Choyning Dorji              | Vorauswahl      |
| Bolivien                | The Visitor                                                         | El visitante                                                                  | Spanisch                                  | Martín Boulocq                   | Nicht nominiert |
| Bosnien und Herzegowina | Excursion                                                           | Ekskurzija                                                                    | Bosnisch                                  | Una Gunjak                       | Nicht nominiert |
| Brasilien               | Pictures of Ghosts                                                  | Retratos Fantasmas                                                            | Portugiesisch                             | Kleber Mendonça Filho            | Nicht nominiert |
| Bulgarien               | Eine Frage der Würde                                                | Уроците на Блага (Urozite na Blaga)                                           | Bulgarisch                                | Stefan Komandarew                | Nicht nominiert |
| Burkina Faso            | Sira                                                                | Sira                                                                          | Fulfulde, Französisch                     | Apolline Traoré                  | Nicht nominiert |
| Chile                   | Colonos                                                             | Los colonos                                                                   | Spanisch, Englisch                        | Felipe Gálvez Haberle            | Nicht nominiert |
| China                   | Die wandernde Erde II                                               | 流浪地球 2 (Liúlàng Dìqiú Èr)                                                 | Mandarin                                  | Frant Gwo                        | Nicht nominiert |
| Costa Rica              | I Have Electric Dreams                                              | Tengo sueños eléctricos                                                       | Spanisch                                  | Valentina Maurel                 | Nicht nominiert |
| Dänemark                | King’s Land                                                         | Bastarden                                                                     | Dänisch                                   | Nikolaj Arcel                    | Vorauswahl      |
| Deutschland             | Das Lehrerzimmer                                                    | Das Lehrerzimmer                                                              | Deutsch                                   | İlker Çatak                      | Nominiert       |
| Dominikanische Republik | Cuarencena                                                          | Cuarencena                                                                    | Spanisch                                  | David Maler                      | Nicht nominiert |
| Estland                 | Smoke Sauna Sisterhood                                              | Savvusanna sõsarad                                                            | Estnisch, Seto, Võro                      | Anna Hints                       | Nicht nominiert |
| Finnland                | Fallende Blätter                                                    | Kuolleet lehdet                                                               | Finnisch                                  | Aki Kaurismäki                   | Vorauswahl      |
| Frankreich              | Geliebte Köchin                                                     | La Passion de Dodin Bouffant                                                  | Französisch                               | Trần Anh Hùng                    | Vorauswahl      |
| Georgien                | Citizen Saint                                                       | მოქალაქე წმინდანი (Mokalake zmindani)                                         | Georgisch                                 | Tinatin Qadschrischwili          | Nicht nominiert |
| Griechenland            | Hinter den Fassaden                                                 | Πίσω από τις θημωνιές (Píso apo tis thimonies)                                | Griechisch                                | Asimina Proedrou                 | Nicht nominiert |
| Indien                  | 2018                                                                | 2018                                                                          | Malayalam                                 | Jude Anthany Joseph              | Nicht nominiert |
| Indonesien              | Autobiography                                                       | Autobiography                                                                 | Indonesisch                               | Makbul Mubarak                   | Nicht nominiert |
| Irak                    | Hanging Gardens                                                     | جنائن معلقة (Janain mualaqa)                                                  | Arabisch                                  | Ahmed Yassin al-Daradji          | Nicht nominiert |
| Iran                    | The Night Guardian                                                  | نگهبان شب (Negahban-e Shab)                                                   | Persisch                                  | Reza Mirkarimi                   | Nicht nominiert |
| Irland                  | Im Schatten von Beirut – Hoffen auf ein Wunder                      | In the Shadow of Beirut                                                       | Arabisch                                  | Garry Keane Stephen Gerard Kelly | Nicht nominiert |
| Island                  | Godland                                                             | Volaða Land / Vanskabte Land                                                  | Dänisch, Isländisch                       | Hlynur Pálmason                  | Vorauswahl      |
| Israel                  | Seven Blessings                                                     | שבע ברכות (Sheva Brachot)                                                     | Hebräisch, Arabisch, Französisch          | Ayelet Menahemi                  | Nicht nominiert |
| Italien                 | Ich Capitano                                                        | Io capitano                                                                   | Wolof, Französisch                        | Matteo Garrone                   | Nominiert       |
| Japan                   | Perfect Days                                                        | Perfect Days                                                                  | Japanisch                                 | Wim Wenders                      | Nominiert       |
| Jemen                   | The Burdened                                                        | المرهقون (Al Murhaqoon)                                                       | Arabisch                                  | Amr Gamal                        | Nicht nominiert |
| Jordanien               | Inshallah a Boy                                                     | إن شاء الله ولد (Inshallah walad)                                             | Arabisch                                  | Amjad al-Rasheed                 | Nicht nominiert |
| Kamerun                 | Half Heaven                                                         | Half Heaven                                                                   | Kamtok                                    | Enah Johnscott                   | Nicht nominiert |
| Kanada                  | Rojek                                                               | Rojek                                                                         | Arabisch, Englisch, Französisch, Kurdisch | Zaynê Akyol                      | Nicht nominiert |
| Kenia                   | Mvera                                                               | Mvera                                                                         | Swahili                                   | Daudi Anguka                     | Nicht nominiert |
| Kolumbien               | A Male                                                              | Un varón                                                                      | Spanisch                                  | Fabián Hernández                 | Nicht nominiert |
| Kroatien                | Traces                                                              | Tragovi                                                                       | Kroatisch                                 | Dubravka Turić                   | Nicht nominiert |
| Lettland                | My Freedom                                                          | Mana Brīvība                                                                  | Lettisch                                  | Ilze Kunga-Melgaile              | Nicht nominiert |
| Litauen                 | Slow                                                                | Tu man nieko neprimeni                                                        | Litauisch, Englisch                       | Marija Kavtaradze                | Nicht nominiert |
| Luxemburg               | The Last Ashes                                                      | Läif a Séil                                                                   | Luxemburgisch                             | Loïc Tanson                      | Nicht nominiert |
| Malaysia                | Tiger Stripes                                                       | Tiger Stripes                                                                 | Malaysisch                                | Amanda Nell Eu                   | Nicht nominiert |
| Marokko                 | The Mother of All Lies                                              | كذب أبيض (Kadib Abyaḍ)                                                        | Arabisch                                  | Asmae El Moudir                  | Vorauswahl      |
| Mexiko                  | Tótem                                                               | Tótem                                                                         | Spanisch                                  | Lila Avilés                      | Vorauswahl      |
| Moldau                  | Thunders                                                            | Tunete                                                                        | Rumänisch                                 | Ioane Bobeica                    | Nicht nominiert |
| Mongolei                | City of Wind                                                        | Сэр сэр салхи (Ser ser salchi)                                                | Mongolisch                                | Lchagwadulam Pürew-Otschir       | Nicht nominiert |
| Montenegro              | Sirin                                                               | Sirin                                                                         | Montenegrinisch                           | Senad Šahmanović                 | Nicht nominiert |
| Namibia                 | Under the Hanging Tree                                              | Under the Hanging Tree                                                        | Afrikaans, Deutsch, Englisch              | Perivi Katjavivi                 | Nicht nominiert |
| Nepal                   | Halkara                                                             | हलकारा                                                                          | Nepali                                    | Bikram Sapkota                   | Nicht nominiert |
| Niederlande             | Sweet Dreams                                                        | Sweet Dreams                                                                  | Niederländisch, Indonesisch               | Ena Sendijarević                 | Nicht nominiert |
| Nigeria                 | Mami Wata                                                           | Mami Wata                                                                     | Nigerianisches Pidgin, Fon                | C. J. Obasi                      | Nicht nominiert |
| Nordmazedonien          | Housekeeping for Beginners                                          | Домаќинство за почетници (Domaćinstvo za početnici)                           | Mazedonisch, Romani, Albanisch            | Goran Stolevski                  | Nicht nominiert |
| Norwegen                | Lieder der Erde                                                     | Fedrelandet                                                                   | Norwegisch                                | Margreth Olin                    | Nicht nominiert |
| Österreich              | Vera                                                                | Vera                                                                          | Italienisch                               | Tizza Covi Rainer Frimmel        | Nicht nominiert |
| Pakistan                | In Flames                                                           | In Flames                                                                     | Urdu                                      | Zarrar Kahn                      | Nicht nominiert |
| Palästina               | Bye Bye Tiberias                                                    | باي باي طبريا (Bāy Bāy Ṭabariyya)                                             | Französisch, Arabisch                     | Lina Soualem                     | Nicht nominiert |
| Panama                  | Tito, Margot & Me                                                   | Tito, Margot y Yo                                                             | Spanisch, Englisch                        | Mercedes Arias Delfina Vidal     | Nicht nominiert |
| Paraguay                | The Last Runway 2, Commando Yaguarete                               | Leal 2, Comando Yaguareté                                                     | Spanisch                                  | Armando Aquino Mauricio Rial     | Nicht nominiert |
| Peru                    | The Erection of Toribio Bardelli                                    | La erección de Toribio Bardelli                                               | Spanisch                                  | Adrián Saba                      | Nicht nominiert |
| Philippinen             | The Missing                                                         | Iti Mapukpukaw                                                                | Ilokano, Filipino                         | Carl Joseph Papa                 | Nicht nominiert |
| Polen                   | Das Flüstern der Felder                                             | Chłopi                                                                        | Polnisch                                  | Dorota Kobiela Hugh Welchman     | Nicht nominiert |
| Portugal                | Bad Living                                                          | Mal Viver                                                                     | Portugiesisch                             | João Canijo                      | Nicht nominiert |
| Rumänien                | Erwarte nicht zu viel vom Ende der Welt                             | Nu aștepta prea mult de la sfârșitul lumii                                    | Rumänisch                                 | Radu Jude                        | Nicht nominiert |
| Saudi-Arabien           | Alhamour H. A.                                                      | الھامور ح.ع                                                                   | Arabisch                                  | Abdulelah al-Qurashi             | Nicht nominiert |
| Schweden                | Opponent                                                            | Motståndaren                                                                  | Farsi, Schwedisch                         | Milad Alami                      | Nicht nominiert |
| Schweiz                 | Foudre                                                              | Foudre                                                                        | Französisch                               | Carmen Jaquier                   | Nicht nominiert |
| Senegal                 | Banel & Adama                                                       | Banel et Adama                                                                | Pulaar                                    | Ramata-Toulaye Sy                | Nicht nominiert |
| Serbien                 | The Duke and the Poet                                               | Што се боре мисли моје (Što se bore misli moie)                               | Serbisch                                  | Milorad Milinković               | Nicht nominiert |
| Singapur                | The Breaking Ice                                                    | 燃冬 (Rán dōng)                                                               | Mandarin, Koreanisch                      | Anthony Chen                     | Nicht nominiert |
| Slowakei                | Photophobia                                                         | Svetloplachosť                                                                | Ukrainisch, Russisch                      | Ivan Ostrochovský Pavol Pekarčík | Nicht nominiert |
| Slowenien               | Riders                                                              | Jezdeca                                                                       | Slowenisch                                | Dominik Mencej                   | Nicht nominiert |
| Spanien                 | Die Schneegesellschaft                                              | La sociedad de la nieve                                                       | Spanisch                                  | Juan Antonio Bayona              | Nominiert       |
| Südafrika               | Music Is My Life – Dr. Joseph Shabalala and Ladysmith Black Mambazo | Music Is My Life – Dr. Joseph Shabalala and Ladysmith Black Mambazo           | Zulu, Englisch                            | Mpumi Mbele                      | Nicht nominiert |
| Sudan                   | Goodbye Julia                                                       | وداعا جوليا (Wadāʻan Jūlyā)                                                   | Arabisch                                  | Mohamed Kordofani                | Nicht nominiert |
| Südkorea                | Concrete Utopia – Der letzte Aufstand                               | 콘크리트 유토피아 (Konkeuriteu Yutopia)                                       | Koreanisch                                | Um Tae-hwa                       | Nicht nominiert |
| Taiwan                  | Marry My Dead Body                                                  | 關於我和鬼變成家人的那件事 (Guānyú wǒ hé guǐ biànchéng jiārén dì nà jiàn shì) | Mandarin, Taiwanisch                      | Cheng Wei-hao                    | Nicht nominiert |
| Thailand                | Not Friends                                                         | เพื่อน(ไม่)สนิท (Phuean(mai)sanit)                                                | Thailändisch                              | Atta Hemwadee                    | Nicht nominiert |
| Tschechien              | Brothers                                                            | Bratři                                                                        | Tschechisch                               | Tomáš Mašín                      | Nicht nominiert |
| Tunesien                | Olfas Töchter                                                       | Les filles d’Olfa                                                             | Arabisch                                  | Kaouther Ben Hania               | Vorauswahl      |
| Türkei                  | Auf trockenen Gräsern                                               | Kuru Otlar Üstüne                                                             | Türkisch                                  | Nuri Bilge Ceylan                | Nicht nominiert |
| Ukraine                 | 20 Tage in Mariupol                                                 | 20 днів у Маріуполі (20 dniw u Mariupoli)                                     | Ukrainisch, Englisch                      | Mstyslaw Tschernow               | Vorauswahl      |
| Ungarn                  | Four Souls of Coyote                                                | Kojot négy lelke                                                              | Ungarisch, Englisch                       | Áron Gauder                      | Nicht nominiert |
| Uruguay                 | Family Album                                                        | Temas propios                                                                 | Spanisch                                  | Guillermo Rocamora               | Nicht nominiert |
| Venezuela               | The Shadow of the Sun                                               | La sombra del sol                                                             | Spanisch                                  | Miguel Ángel Ferrer              | Nicht nominiert |
| Vereinigtes Königreich  | The Zone of Interest                                                | The Zone of Interest                                                          | Deutsch, Polnisch                         | Jonathan Glazer                  | Ausgezeichnet   |
| Vietnam                 | Glorious Ashes                                                      | Tro tàn rực rỡ                                                                | Vietnamesisch                             | Bùi Thạc Chuyên                  | Nicht nominiert |